# Torquigener perlevis
Torquigener perlevis és una espècie de peix de la família dels tetraodòntids i de l'ordre dels tetraodontiformes.

## Morfologia
- Els mascles poden assolir 20 cm de longitud total.[1][2]

## Hàbitat
És un peix de clima tropical i demersal que viu fins als 53 m de fondària.

## Distribució geogràfica
Es troba a l'est d'Austràlia.

## Observacions
És inofensiu per als humans.